# Mitu tuberosum
L'hocco becco a rasoio (Mitu tuberosum (von Spix, 1825)) è un uccello galliforme della famiglia dei Cracidi originario delle regioni amazzoniche a sud del Rio delle Amazzoni.

## Descrizione

### Dimensioni
Misura 83-89 cm di lunghezza per un peso di 2500-3860 g nei maschi; una femmina misurata pesava 2320 g.

### Aspetto
Gli hocco becco a rasoio hanno un piumaggio quasi interamente nero. Tuttavia, la parte inferiore dell'addome, le sotto-caudali e i ciuffi di piume delle cosce sono di colore castano. La cresta, la parte alta del dorso e le copritrici superiori presentano riflessi blu scuro. Le piume della parte superiore del dorso presentano delle sottilissime bordature fuligginose, che conferiscono loro un leggero effetto squamoso. Le piume delle ali e le rettrici possiedono riflessi blu più discreti, così come il petto. La testa e la parte alta del collo, a eccezione della cresta, sono di colore nero vellutato. La coda ha l'estremità bianca. Le piume della cresta sono appiattite e terminano con un'estremità larga e arrotondata.
Il ramo superiore del becco è considerevolmente allargato alla base e conferisce a quest'ultimo l'aspetto di una carena o di un elmetto simile un po' a quello di un bucero. Il becco e le zampe sono di colore rosso-corallo, l'iride è bruno-rossastra.
I giovani appaiono corpulenti e con le zampe robuste. Hanno testa, collo, petto, dorso e ali di colore marrone medio con una striscia più chiara su ciascun lato del dorso. La parte bassa del petto, il ventre e la superficie inferiore della coda sono di colore camoscio biancastro. All'età di venti giorni, le piume delle ali sono già ben sviluppate, mentre quelle della coda impiegano più tempo a crescere. A partire dai 40 giorni, le piume del petto, delle ali e della coda presentano una sfumatura blu-nera come quella degli adulti. La testa, tuttavia, rimane ancora ricoperta di piumino. Arrivati all'età di 80 giorni, i piccoli somigliano agli adulti, anche se la loro livrea è meno brillante e la loro cresta è più piccola. Piccole macchie marroni sono visibili sulla parte bassa del petto e sulle cosce.

### Voce
I maschi hanno un canto rimbombante che risuona come un hm-hm ........ hm, hm-hm .... hm. L'ultima nota, chiaramente accentata, viene lanciata dopo una pausa ed è 2 o 3 volte più lunga delle note iniziali. Quando sono infastiditi, arrabbiati o quando percepiscono un pericolo, gli hocco becco a rasoio emettono un debole pweet.

## Biologia
Gli hocco becco a rasoio si comportano in maniera simile agli altri membri della famiglia. Nel sud-est del Perù, vivono per lo più in coppie e più raramente in piccoli gruppi di 4 o 5 individui. Si spostano muovendosi sul terreno, ma sono pronti a volare e cercare rifugio sugli alberi in caso di pericolo. I maschi fanno risuonare il loro canto da un posatoio situato tra 6 e 13 metri dal suolo. Le loro vocalizzazioni possono essere udite sia di giorno che di notte, tranne nei momenti più caldi della giornata.

### Alimentazione
L'hocco becco a rasoio è prevalentemente frugivoro e si nutre soprattutto dei frutti che cadono sul suolo della foresta. Stranamente, sembra non nutrirsi regolarmente dei frutti di Ficus, che costituiscono una parte importante della dieta di molti altri frugivori dell'Amazzonia. In una località del Perù sud-orientale, i frutti che venivano consumati più di frequente erano quelli di Pseudolmedia sp. (56% delle osservazioni), Clarisia racemosa (20%) e Lecointea amazonica (7%); nel corso di questo studio, furono rinvenuti nella dieta della specie i frutti di almeno 19 specie (appartenenti a 17 generi diversi). Altri regolari componenti della dieta di questo animale sono foglie (di almeno 48 specie, ma soprattutto di felci quali Tectaria spp. e Thelypteris spp.), stami di palme (Attalea spp.) e invertebrati quali termiti e formiche legionarie. Tra i cibi consumati meno di frequente ricordiamo funghi e piccoli vertebrati, come rane (comprese le loro uova), pesci morti e ceciliidi.

### Riproduzione
Gli hocco becco a rasoio costruiscono il loro nido sugli alberi. La covata comprende 2 o 3 uova che vengono covate per 30-32 giorni. Il guscio ha un aspetto ruvido ed è butterato da piccoli segni. L'uovo misura circa 90 millimetri per 60. Alla nascita, i pulcini hanno le regioni superiori brunastre e quelle inferiori camoscio biancastre. Questo è tutto ciò che sappiamo sul comportamento riproduttivo della specie.

## Distribuzione e habitat
Gli hocco becco a rasoio sono uccelli di foresta. Frequentano generalmente le foreste umide che non vengono mai invase dalle acque, le foreste-galleria e le parti paludose delle zone boscose. Si trovano anche nelle foreste che si affacciano sui corsi d'acqua e che sono dotate di un'abbondante canopia. Nel sud-est del Perù, vivono con una densità variabile nei boschetti che subiscono inondazioni temporanee. Gli hocco becco a rasoio frequentano abitualmente le pianure e le regioni pianeggianti fino a 300 metri di altitudine. Tuttavia, in Perù, sulla Cordigliera di Vilcabamba, possono salire fino a 1340 metri.
Gli hocco becco a rasoio, come gli altri membri della famiglia, sono originari del continente sudamericano. Il loro territorio si estende in Amazzonia, sulla sponda meridionale del grande fiume, nell'estremo sud-est della Colombia, in Perù, in Brasile e nella metà settentrionale della Bolivia. La specie è considerata monotipica, cioè non ne vengono riconosciute sottospecie, nonostante la superficie molto vasta del suo areale.

## Conservazione
La specie non è minacciata a livello globale. Nella parte brasiliana del suo areale è anche relativamente comune. In Perù gli hocco becco a rasoio sono noti per essere frequenti negli appezzamenti di foresta dove l'habitat è per loro adatto. Tuttavia, sono rari e praticamente quasi scomparsi in prossimità dei villaggi e dei fiumi più importanti. In questo paese sono assenti dalle regioni densamente popolate. Nel parco nazionale del Manu la loro densità viene stimata in circa 16 individui per chilometro quadrato. Gli hocco becco a rasoio sono vittime della caccia, in quanto la loro carne è molto apprezzata tra le popolazioni locali. Soffrono anche a causa della distruzione del loro habitat naturale e della sua trasformazione in piantagioni di coca.
Secondo BirdLife International, l'areale della specie si estende su una superficie di quasi 4 milioni di chilometri quadrati, e la IUCN la classifica come «specie a rischio minimo» (Least Concern).